# Pitești Arena
Pitești Arena (denumită inițial Sala Polivalentă din Pitești sau Sala Sporturilor), situată pe strada Basarabiei nr. 35, este o arenă multifuncțională din municipiul Pitești, România. Este folosită ca bază locală pentru echipele masculine și feminine de baschet și volei. Capacitatea sălii este de 5890 de locuri în total (în cazul concertelor), din care 4900 de locuri pe scaune.
Lucrările de construcție au început în iunie 2020 și au fost finanțate de Compania Națională de Investiții cu o sumă de 100,758 milioane lei. Antreprenorul general a fost compania sibiană CON-A. Sala a fost inaugurată pe 8 decembrie 2022, în prezența ministrului Dezvoltării, Attila Cseke, a ministrului Muncii, Marius Budăi, a președintelui Comitetului Olimpic și Sportiv Român, Mihai Covaliu, și a altor oficiali.

## Facilități
În cazul concertelor, capacitatea totală a sălii Pitești Arena, care cuprinde și locurile în picioare de pe teren, poate fi extinsă până la 5890 de locuri prin adăugarea de scaune retractabile. De asemenea, sala dispune de 48 locuri destinate persoanelor cu dizabilități și însoțitorilor acestora.
Pentru sportivi, clădirea este dotată cu șase vestiare, cu două zone de antrenament și încălzire echipate cu aparate de fitness și forță, o zonă de saună și bazine cu apă. Pentru arbitri sunt prevăzute două vestiare separate. În incintă se mai află o zonă de prim ajutor, un cabinet medical și un stand pentru teste anti-doping. Pentru jurnaliști sunt prevăzute săli pentru conferințe de presă și un mini-studio pentru transmisii TV.

## Evenimente găzduite
Pitești Arena este omologată pentru handbal, baschet și volei, dar poate găzdui și competiții de tenis de masă, judo, karate, lupte, box sau gimnastică. Primul eveniment sportiv desfășurat în sală imediat după inaugurare a fost Campionatul Național de Karate Asihara, organizat în colaborare cu Federația Română de Arte Marțiale și Ministerul Sportului.

### 2022
- Campionatul Național de Karate Asihara - 8-10 decembrie 2022[8]

### 2023
- Partida contra Portugaliei de la barajele de calificare la Campionatul Mondial de Handbal Feminin din 2023 - 8 aprilie 2023[9]
- Două partide din grupa B a Golden League, în cadrul Ligii Europene Feminine de Volei 2023 - 27 mai, 8 iunie 2023[10]
- Campionatul European de Handbal Feminin pentru Tineret din 2023 - 6-16 iulie 2023
- Supercupa României la handbal feminin 2022-2023 - 26,27 august 2023
- Trofeul Carpați Seniori masculin 2023-28,29 decembrie 2023